# Swimming Time
Swimming Time est le premier album du groupe de rock danois Nephew, sorti en 2000 sous Martian Records. Il a été réédité sous Copehnagen Records en 2005 à la suite du grand succès de USA DSB. Un seul single est tiré de cet album, We Don't Need You Here (sorti en mars 2000).

## Liste des titres
1. Stay Inside - 4:12
2. We Don't Need You Here - 3:42
3. Wasted - 4:52
4. Sexy Rescue - 4:54
5. Carlsberg Nights - 3:51
6. Downtown Europe - 3:13
7. 100 Years - 4:38
8. Oyster Hall - 4:34
9. Bedtime Now - 4:05
10. Speed Nation - 3:58
11. Circulating Slow - 4:06
12. Swimming Time - 6:03